# 広瀬光治
広瀬 光治（ひろせ みつはる、1955年（昭和30年）1月28日 - ）は日本のニットデザイナー。埼玉県与野市（現：さいたま市中央区）出身。
その容姿、中性的風貌からニット界の貴公子とよばれている。旧日本編物文化協会副会長であった(現在は公益財団法人日本手芸普及協会に統合)。

## 来歴
高校卒業後、水産会社に勤めながら、霞ヶ丘技芸学院の夜間部で編み物を本格的に学ぶ。その後出版社の日本ヴォーグ社に入社し、編み物雑誌の編集長なども務める。1993年（平成5年）テレビ東京のテレビチャンピオンに自ら応募し、メディアデビュー。以後はNHK「おしゃれ工房」や「趣味悠々」などテレビ出演をはじめ、高等技術を披露するとともに長身で華やかな品のある容姿から「ニット界の貴公子」として人気がブレイク。1999年（平成11年）にはフリーになった。
個展などで展示されるニットのファッション作品は技巧を凝らした編みたてに特徴があり、ゴージャスでオリジナルな変わり編みの作品にも評価が高い。
徹夜の作品制作や、年間100日を超える出張やそれに伴う不規則な食生活、ストレスなどが影響し、40歳ころ髪が気になり始め、自ら毛髪クリニックリーブ21に通い発毛に成功。また、同社が主催する発毛日本一コンテストの準優勝者でもある。CMに起用され、社長と共演した。
現在は編み物普及のために全国を講演に回る一方、専門分野のみならずバラエティーや子供向け番組などにも出演。また新聞雑誌の取材、編み物本出版のための作品デザイン等で多忙な日々を送りながらニットの楽しさを伝えている。

## エピソード
容貌がラーメンズの小林賢太郎に少し似ており、実際にラーメンズのライブのコント内にて小林にそのことをネタにされたことがある。

## 出演

### テレビ
- おしゃれ工房（1993年（平成5年）-2002年（平成14年））
- 趣味悠々（2000年（平成12年））
- 中居正広の金曜日のスマたちへ（2007年（平成19年））
- ソロモン流（2009年（平成21年）11月29日）
- すてきにハンドメイド

### CM
- 資生堂　「化粧惑星」　小池栄子と共演
- リーブ21（2006年）

## 交友関係
- ファッションデザイナーで同じく講演活動を行うリメイクの貴公子ことごあきうえと公私共に仲が良く、度々自分のイベントステージ等にゲストに招いている。